# Institut supérieur de l'automobile et des transports
Institut supérieur de l'automobile et des transports, fondată în 1991, este o universitate tehnică de stat din Nevers (Franța).

## Secții
- Master

Domeniu: Inginerie, Automobil, Transportul